# Richard Howard (4e comte d'Effingham)
Richard Howard, 4e comte d'Effingham (21 février 1748 - 11 décembre 1816) est un pair britannique et un membre de la Chambre des lords.

## Biographie
Le 21 novembre 1763, Howard se voit confier le poste de sous-brigadier et cornet de la 1re troupe de gardes à cheval ainsi que de brigadier et de lieutenant, le 21 janvier 1765. Il est député de Steyning de 1784 à 1790. Le 29 mars 1784, il est nommé secrétaire et contrôleur de la Maison de la reine Charlotte.
Il hérite du comté en 1791 à la mort de son frère, Thomas Howard (3e comte d'Effingham). Le 7 septembre 1803, il est nommé colonel du Sheffield Regiment of Volunteers et devient trésorier de la reine en 1814. Il meurt en 1816. À sa mort, le comté d'Effingham s'éteint et son lointain cousin Kenneth Howard (1er comte d'Effingham) lui succède comme baron Howard d'Effingham, et deviendra comte d'Effingham (seconde création).